# Вьетнамский энциклопедический словарь
Ты дьен бать кхоа тоан тхы вьет нам (вьет. Từ điển Bách khoa toàn thư Việt Nam, вьетнамский энциклопедический словарь) — финансируемое государством энциклопедическое издание, вышедшее в 2005 году. Является первой государственной энциклопедией Вьетнама. Выпущена также на CD, в формате электронной книги, а также доступна бесплатно на сайте.
Первое издание 2005 года состояло из 4 томов, содержащих 40 000 статей.
Работа над энциклопедией началась в 1987 под началом премьер-министра Фам Ван Донга (вьет. Phạm Văn Đồng), руководителем проекта стал профессор Ха Хок Чак (вьет. Hà Học Trạc).